# Shahrol Yuzy
Shahrol Yuzy Ahmad Zaini (Kuala Lumpur, 23 gennaio 1976) è un pilota motociclistico malese.

## Carriera
Per quanto riguarda le gare del motomondiale il suo debutto risale al gran premio della Malesia del 1996 dove ha usufruito di una wild card che gli ha concesso di esordire nella classe 250 in sella ad una Yamaha.
Anche nelle due stagioni successive le sue partecipazioni sono molto limitate avendo partecipato a 3 gran premi nel 1997 in classe 125 e a uno nel 1998; in queste occasioni si è presentato alla guida di moto Honda.
Nel 2000 è assunto come collaudatore nel team Yamaha nella classe 250 e, nel motomondiale 2001 è promosso a seconda guida nello stesso team raccogliendo 44 punti al termine della stagione.
Nel 2002, ultimo suo anno di partecipazioni, è confermato dalla Yamaha e giunge al 15º posto nella classifica finale grazie ai 58 punti conquistati.
Dopo il ritiro dall'agonismo si è dedicato a seguire i nuovi piloti malesi nelle competizioni nazionali, anche attraverso un suo team, lo Yuzy Pachi Racing Team; da queste sue attività è ad esempio uscito Zulfahmi Khairuddin, secondo pilota malese nella storia del motomondiale a partecipare con continuità a una stagione di gare.

## Risultati nel motomondiale
| 1996 | Classe | Moto   |    |  |  |  |  |  |  |  |  |  |  |  |  |  |  |  | Punti | Pos. |
| ---- | ------ | ------ | -- |  |  |  |  |  |  |  |  |  |  |  |  |  |  |  | ----- | ---- |
| 1996 | 250    | Yamaha | 16 |  |  |  |  |  |  |  |  |  |  |  |  |  |  |  | 0     |      |

| 1997 | Classe | Moto  |     |  |  |  |  |  |  |  |  |  |  |  |  |    |    |  | Punti | Pos. |
| ---- | ------ | ----- | --- |  |  |  |  |  |  |  |  |  |  |  |  | -- | -- |  | ----- | ---- |
| 1997 | 125    | Honda | Rit |  |  |  |  |  |  |  |  |  |  |  |  | 18 | 19 |  | 0     |      |

| 1998 | Classe | Moto  |  |    |  |  |  |  |  |  |  |  |  |  |  |  |  |  | Punti | Pos. |
| ---- | ------ | ----- |  | -- |  |  |  |  |  |  |  |  |  |  |  |  |  |  | ----- | ---- |
| 1998 | 250    | Honda |  | 17 |  |  |  |  |  |  |  |  |  |  |  |  |  |  | 0     |      |

| 1999 | Classe | Moto   |     |  |    |  |  |  |  |  |  |  |  |  |  |  |  |  | Punti | Pos. |
| ---- | ------ | ------ | --- |  | -- |  |  |  |  |  |  |  |  |  |  |  |  |  | ----- | ---- |
| 1999 | 250    | Yamaha | Rit |  | 20 |  |  |  |  |  |  |  |  |  |  |  |  |  | 0     |      |

| 2000 | Classe | Moto   |     |    |    |     |    |    |    |     |     |    |    |    |    |     |    |    | Punti | Pos. |
| ---- | ------ | ------ | --- | -- | -- | --- | -- | -- | -- | --- | --- | -- | -- | -- | -- | --- | -- | -- | ----- | ---- |
| 2000 | 250    | Yamaha | Rit | 18 | 19 | Rit | 13 | 11 | 20 | Rit | Rit | 18 | 12 | 10 | 14 | Rit | 11 | 19 | 25    | 18º  |

| 2001 | Classe | Moto   |     |    |     |    |   |    |    |    |    |     |    |    |    |    |     |    | Punti | Pos. |
| ---- | ------ | ------ | --- | -- | --- | -- | - | -- | -- | -- | -- | --- | -- | -- | -- | -- | --- | -- | ----- | ---- |
| 2001 | 250    | Yamaha | Rit | 11 | Rit | 15 | 9 | 12 | 26 | 10 | 11 | Rit | 10 | 12 | 19 | 10 | Rit | 23 | 44    | 15º  |

| 2002 | Classe | Moto   |     |     |    |    |   |   |    |    |    |     |     |   |    |   |    |    | Punti | Pos. |
| ---- | ------ | ------ | --- | --- | -- | -- | - | - | -- | -- | -- | --- | --- | - | -- | - | -- | -- | ----- | ---- |
| 2002 | 250    | Yamaha | Rit | Rit | 13 | 13 | 9 | 8 | 10 | 10 | 11 | Rit | Rit | 9 | 18 | 9 | 15 | 11 | 58    | 15º  |

| Legenda | 1º posto        | 2º posto            | 3º posto            | A punti      | Senza punti        | Grassetto – Pole position Corsivo – Giro più veloce |
| Legenda | Gara non valida | Non qual./Non part. | Ritirato/Non class. | Squalificato | '-' Dato non disp. | Grassetto – Pole position Corsivo – Giro più veloce |